# Episodi di Dallas (serie televisiva 1978) (prima stagione)
Questa voce contiene trame, dettagli e crediti dei registi e degli sceneggiatori della prima stagione della serie televisiva Dallas.
Negli Stati Uniti d'America, è stata trasmessa per la prima volta dalla CBS dal 2 al 30 aprile 1978. In Italia è stata trasmessa in prima visione da Rai 1 dal 4 al 25 febbraio 1981. L'episodio 4 è stato trasmesso in prima visione da Canale 5 il 2 giugno.
- Il cliffhanger di fine stagione

Il "colpo di scena" al termine della prima stagione non ha le caratteristiche del tipico "cliffhanger", soprattutto perché il "mistero" che solitamente accompagna i finali di stagione viene risolto subito.
Durante un barbecue, viene data la notizia che Pamela aspetta un figlio. J.R. reagisce male alla notizia e si ubriaca. La donna si rifugia in un granaio per avere un po' di tranquillità. J.R. la raggiunge e le chiede di convincere Bobby a non lasciare il ranch. La conversazione si fa accesa e Pamela, cercando di sfuggire all'uomo, cade al piano terra del granaio.

Risoluzione: Pamela perde il bambino e non potrà avere altri figli.

Genesi di una saga.
Dal primo episodio Matrimonio a sorpresa.

| nº | Titolo originale   | Titolo italiano       | Prima TV USA   | Prima TV Italia  | Rete TV  |
| -- | ------------------ | --------------------- | -------------- | ---------------- | -------- |
| 1  | Digger's Daughter  | Matrimonio a sorpresa | 2 aprile 1978  | 4 febbraio 1981  | Raiuno   |
| 2  | The Lesson         | L'educazione di Lucy  | 9 aprile 1978  | 11 febbraio 1981 | Raiuno   |
| 3  | Spy in the House   | Una spia è fra noi    | 16 aprile 1978 | 18 febbraio 1981 | Raiuno   |
| 4  | Winds of Vengeance | Vento di vendetta     | 23 aprile 1978 | 2 giugno 1981    | Canale 5 |
| 5  | Barbecue           | Barbecue              | 30 aprile 1978 | 25 febbraio 1981 | Raiuno   |

- Cast regolare:
Barbara Bel Geddes (Miss Ellie Ewing)
Jim Davis (Jock Ewing)
Patrick Duffy (Bobby Ewing)
Larry Hagman (J.R. Ewing)
Victoria Principal (Pamela Barnes Ewing)
Charlene Tilton (Lucy Ewing)

- Cast ricorrente[4]:
Linda Gray (Sue Ellen Ewing)
Steve Kanaly (Ray Krebbs)
Ken Kercheval (Cliff Barnes)

## Matrimonio a sorpresa
- Titolo originale: Digger's Daughter
- Diretto da: Robert Day
- Scritto da: David Jacobs

### Trama
Bobby Ewing torna al ranch di famiglia portando con sé la sua neomoglie, Pamela Barnes. La notizia del matrimonio suscita reazioni contrastanti per vari motivi. Pamela, infatti, è stata fidanzata con il mezzadro degli Ewing, Ray Krebbs; è la figlia di un grande rivale del padre di Bobby (sia in affari che in amore), Digger Barnes, ed è la sorella di Cliff, avvocato texano che sta conducendo un'accanita campagna contro la Ewing Oil, l'azienda della famiglia di Bobby. Il più irritato tra i componenti è sicuramente il fratello di Bobby, J.R., colui che si è sempre considerato il capo indiscusso della compagnia dopo il ritiro del padre.
- Special Guest Star: David Wayne (Digger Barnes)
- Altri interpreti: Donna Bullock (Connie), Tina Louise (Julie Grey), Bill Thurman (Phil Bradley)
- Ascolti Italia: 16.400.000 telespettatori[5]

## L'educazione di Lucy
- Titolo originale: The Lesson
- Diretto da: Irving J. Moore
- Scritto da: Virginia Aldridge

### Trama
Lucy, figlia viziata del secondogenito di casa Ewing, Gary (che ha abbandonato la casa paterna anni prima a causa del suo matrimonio non gradito con Valene), ha una relazione sessuale con Ray Krebbs, mezzadro di Southfork Ranch, ed ex di Pamela. Proprio quest'ultima prende la ragazza sotto la sua ala protettrice.
- Altri interpreti: Donna Bullock (Connie), Jeffrey Byron (Roger Hurley), Tina Louise (Julie Grey), Paul Tulley (Sig. Miller)

## Una spia è fra noi
- Titolo originale: Spy in the House
- Diretto da: Robert Day
- Scritto da: Arthur Bernard Lewis

### Trama
Cliff Barnes corteggia Julie Grey, segretaria e amante di J.R., con lo scopo di ricevere notizie su eventuali affari poco puliti della Ewing Oil. La donna è ai ferri corti con J.R. perché non ha mai accettato che l'uomo abbia sposato Sue Ellen e non lei, e accetta il corteggiamento del grande rivale di J.R. per vendicarsi del suo amante. Decide così di passare a Cliff un documento in cui si attesta che la Ewing Oil ha corrotto il senatore Orloff in cambio del suo sostegno. Cliff si rivolge allo Stato del Texas per le indagini, rendendo il documento di pubblico dominio e costringendo il senatore alle dimissioni.
- Altri interpreti: Norman Alden (Senatore Orloff), Donna Bullock (Connie), Tina Louise (Julie Grey)
- Ascolti Italia: 13.600.000 telespettatori[6]

## Vento di vendetta
- Titolo originale: Winds of Vengeance
- Diretto da: Irving J. Moore
- Scritto da: Camille Marchetta

### Trama
J.R., Ray e le donne della famiglia Ewing vengono fatti prigionieri da Luther Frick e Payton Allen, dopo che questi hanno scoperto che J.R. e Ray hanno approfittato delle loro mogli. Durante la prigionia, però, Frick scopre che J.R. non ha violentato sua moglie - come lui pensava - ma che questa era consenziente. Mentre Allen è in procinto di violentare Lucy, Jock e Bobby fanno irruzione al Southfork Ranch e salvano la loro famiglia.
- Altri interpreti: Brian Dennehy (Luther Frick), Niki Flacks (Wanda Frick), Cooper Huckabee (Peyton Allen), Nancy Lydick (Janine)

## Barbecue
- Titolo originale: Barbecue
- Diretto da: Robert Day
- Scritto da: David Jacobs

### Trama
Durante l'annuale barbecue al Southfork Ranch, Bobby e Pamela annunciano che la donna è incinta. J.R. non è felice dell'avvenimento perché vede la sua eredità vacillare, e se la prende con Pamela. Mentre tra Jock e Digger, il padre di Pamela ed ex-amante di Miss Ellie, i vecchi rancori prendono il sopravvento, J.R. cerca di scusarsi con sua cognata, rifugiatasi nel frattempo in uno dei fienili del ranch, ma durante l'animato scambio tra i due, Pam cade e perde il bambino. In seguito alla tragica fatalità, Bobby decide di lasciare per sempre Southfork, ma Jock e Pamela lo convincono a rimanere.
- Special Guest Star: David Wayne (Digger Barnes)
- Altri interpreti: James Canning (Jimmy), Irma P. Hall (Tilly), Jo McDonnell (Maureen)